# NCIS: Hawaiʻi (2.ª temporada)
A segunda temporada de NCIS: Hawaiʻi, uma série de televisão dramática processual da polícia americana, está programada para ser exibida na CBS a partir de 19 de setembro de 2022 nos EUA.
A série segue uma equipe fictícia de agentes do Serviço de Investigação Criminal da Marinha que trabalham no Escritório de Campo de Pearl Harbor, liderado pela Agente Especial Jane Tennant. A equipe investiga crimes que têm relação com a Segurança Militar e Nacional.
A série é estrelada por Vanessa Lachey, Yasmine, Al-Bustami, Jason Antoon, Noah Mills, Tori Anderson, Kian Talan e Alex Tarrant.

## Elenco

### Principal
- Vanessa Lachey como Jane Tennant: A primeira agente especial feminina encarregada do NCIS: Havaí.

- Alex Tarrant como Kai Holman: Um novo agente do NCIS na equipe que recentemente voltou para casa para cuidar de seu pai.

- Noah Mills como Jesse Boone: confidente e segundo em comando de Tennant, Boone é um ex-detetive de homicídios em Washington, DC, que conhece bem as trilhas das ilhas.

- Yasmine Al-Bustami como Lucy Tara: A agente de campo júnior do NCIS: Hawai'i, e interesse amoroso de Whistler de quem se tornou namorada.

- Jason Antoon como Ernie Malik: especialista em inteligência cibernética do NCIS no Havaí.

- Tori Anderson como Kate Whistler: uma agente especial da Agência de Inteligência de Defesa, e o interesse amoroso de Tara de quem se tornou namorada.

### Recorrente
- Kian Talan como Alex Tennant: o filho mais velho de Jane.

- Enver Gjokaj como Capitão Joe Millius, Vice Chefe da Equipe de Assistência do Comando da Frota do Pacífico, e interesse amoroso de Jane.

- Seana Kofoed como Comandante Dra. Carla Chase, médica da Marinha lotada na base Pearl Harbor-Hickam.

- Julie White como Megan Shaw, ex-Agente da CIA e antiga mentora de Jane.

- Mahina Napoleon como Julie Tennant, filha mais nova de Jane.

### Crossover
- Wilmer Valderrama como Agente do NCIS Nick Torres.

- Katrina Law como Agente do NCIS Jessica Knight.

- Brian Dietzen como Médico Legista Chefe do NCIS James "Jimmy" Palmer.

- Diona Reasonover como Perita Forense do NCIS Kasie Hines.

- Gary Cole como Agente Supervisor do NCIS Alden Parker.

- Chris O'Donnell como Agente do NCIS Grisha "G." Callen.

- LL Cool J como Agente do NCIS Sam Hanna.

## Episódios
| Seq. | Episódios | Título                   | Direção           | Escrito por                   | Data de exibição        | Audiência EUA (em milhões) |
| --- | --------- | ------------------------ | ----------------- | ----------------------------- | ----------------------- | -------------------------- |
| 23 | 1         | "Dilema do Prisioneiro"  | Tim Andre         | Jan Nash & Christopher Silber | 19 de setembro de 2022  | 5.31                       |
| A equipe do agente especial Tennant, juntamente com os agentes do NCIS Nick Torres e Jessica Knight, descobrem os planos para um ataque ao RIMPAC (The Rim of the Pacific Exercises) em Oahu, o maior exercício internacional de guerra marítima do mundo. |           |                          |                   |                               |                         |                            |
| 24 | 2         | "Curvas cegas"           | Yangzom Brauen    | Matt Bosack                   | 26 de setembro de 2022  | 4.58                       |
| A investigação da equipe NCIS os leva ao mundo das corridas de rua ilegais depois que o corpo de um sargento da Marinha é descoberto em um ferro-velho. Além disso, Tennant está preocupada que Alex esteja escondendo algo dela, e Whistler está ansiosa para apresentar Lucy a seus colegas de trabalho. |           |                          |                   |                               |                         |                            |
| 25 | 3         | "Valor roubado"          | Tim Andrew        | Amy Rutberg                   | 3 de outubro de 2022    | 4.91                       |
| Tennant e a equipe NCIS suspeitam de um crime quando investigam um acidente de carro fatal envolvendo um oficial da Marinha que acaba por ser um impostor. Além disso, Whistler se encontra em perigo quando se disfarça para descobrir a verdade por trás do acidente. |           |                          |                   |                               |                         |                            |
| 26 | 4         | "Medo primitivo"         | LeVar Burton      | Ron McGee                     | 10 de outubro de 2022   | 4.57                       |
| Quando um marinheiro da Marinha aparece morto em um local kapu sagrado e proibido, a equipe NCIS traz o Agente Especial Pike do CGIS para desvendar o mistério e capturar um possível assassino em série na ilha. Além disso, Tennant conhece a nova namorada de Alex. |           |                          |                   |                               |                         |                            |
| 27 | 5         | "Morte Súbita"           | Tawnia McKiernan  | Yalun Tu                      | 17 de outubro de 2022   | 4.96                       |
| A equipe NCIS investiga a morte de um marinheiro e enfrenta uma implacável organização criminosa local. Enquanto disso, Lucy procura um novo apartamento. |           |                          |                   |                               |                         |                            |
| 28 | 6         | "Mudança de marés"       | Lionel Coleman    | Noah Evslin                   | 24 de outubro de 2022   | 5.01                       |
| Quando um cabo da Marinha morre em uma poça após ser exposto ao fentanil, a equipe NCIS deve encontrar rapidamente a fonte das drogas. Além disso, Alex fala com seus pais sobre tirar um ano sabático e Ernie revela notícias pessoais para Lucy. |           |                          |                   |                               |                         |                            |
| 29 | 7         | "Ato de desaparecimento" | Diana Valentine   | Mike Diaz & Jan Nash          | 14 de novembro de 2022  | 4.78                       |
| Quando a mãe de um menino desaparece, a equipe NCIS sai para encontrá-la e descobre que não são os únicos procurando por ela. |           |                          |                   |                               |                         |                            |
| 30 | 8         | "Chamada ao palco"       | Christine Moore   | Yakira Chambers               | 21 de novembro de 2022  | 4.82                       |
| Quando um oficial da marinha é assassinado enquanto trabalhava como clandestino no teatro da comunidade, a equipe NCIS recruta um rosto familiar para ajudar a levá-los a um implacável assassino internacional. Além disso, Kai convoca Whistler para abrir uma investigação sobre um velho amigo que se tornou criminoso. |           |                          |                   |                               |                         |                            |
| 31 | 9         | "Medidas Desesperadas"   | Kevin Berlandi    | Ron McGee                     | 5 de dezembro de 2022   | 4.52                       |
| Quando a Comandante Chase é sequestrada de sua casa por um Ranger do Exército acusado de assassinato, a equipe NCIS deve agir rapidamente para encontrá-la e ao suspeito. |           |                          |                   |                               |                         |                            |
| 32 | 10        | "Deep Fake"              | Jimmy Whitmore    | Christopher Silber            | 9 de janeiro de 2023    | 7.36                       |
| Tennant, o legista de DC Jimmy Palmer e o Agente de Los Angeles Sam Hanna são sequestrados e mantidos prisioneiros por uma mulher que se identifica como uma Agente da CIA investigando Simon Williams; enquanto isso, Alden Parker trabalha com a equipe de Pearl Harbor para encontrar seus colegas desaparecidos, com a colaboração de outra suposta Agente da CIA, que se descobre ser uma impostora. A equipe acaba descobrindo que Simon Willians era o nome de um programa de busca e execução de criminosos e terroristas pela CIA desativado há anos, e que todos os antigos afiliados do programa estavam em grave perigo. Após descobrir que um dos ameaçados é seu chefe, o Almirante aposentado Hollace Kilbride, os Agentes G. Callen e Sam Hanna preparam-se para retornar a Los Angeles com Tennant acompanhando-os. Observação: o episódio dá sequência ao evento crossover iniciado no décimo episódio da vigésima temporada de NCIS e que se conclui no décimo episódio da décima quarta temporada de NCIS: Los Angeles. |           |                          |                   |                               |                         |                            |
| 33 | 11        | "Rising Sun"             | Christoph Schrewe | Megan Bacharach & Matt Bosack | 16 de janeiro de 2023   | 4.33                       |
| A equipe do NCIS: Havaí investiga quando o agente especial do CGIS Neil Pike é emboscado enquanto trabalhava disfarçado para uma família criminosa local japonesa e corre para encontrar seu agressor enquanto Kai se aprofunda em AJ Hale, seu amigo de infância que agora se tornou um criminoso. |           |                          |                   |                               |                         |                            |
| 34 | 12        | "Shields Up"             | Norman Buckley    | Jan Nash & Amy Rutberg        | 23 de janeiro de 2023   | 5.27                       |
| A equipe NCIS: Hawaii investiga quando um capitão da Marinha que também era membro de uma unidade de elite das forças especiais é assassinado com a equipe logo descobrindo um possível suspeito em um lugar incomum. |           |                          |                   |                               |                         |                            |
| 35 | 13        | "Misplaced Targets"      | Larry Teng        | Yalun Tu                      | 6 de fevereiro de 2023  | 5.13                       |
| Depois de escapar de uma explosão em um laboratório de metanfetamina, a equipe NCIS: Hawai'i descobre que Kai agora é o alvo de seu antigo amigo de infância, AJ Hale, que se tornou um criminoso. Lucy se vê investigando seu primeiro caso importante como Agente embarcada. |           |                          |                   |                               |                         |                            |
| 36 | 14        | "Silent Invasion"        | Eric Fox Hays     | Mike Diaz                     | 13 de fevereiro de 2023 | 5.01                       |
| A equipe investiga os assassinatos de um Capitão e sua esposa, com mortes semelhantes a um caso que investigaram no passado, e um ex-membro da equipe é trazido para determinar se os assassinatos são imitadores. |           |                          |                   |                               |                         |                            |
| 37 | 15        | "Good Samaritan"         | Larry Teng        | Noah Evslin                   | 27 de fevereiro de 2023 | 5.12                       |
| Quando um desertor da Marinha sai do esconderijo, sua família acaba se tornando alvo, resultando na equipe NCIS: Hawaii intervindo para protegê-los. Enquanto eles, junto com Charlie 1, investigam quem está atrás deles, Lucy retorna ao Havaí mais cedo de sua posição de Agente embarcada. |           |                          |                   |                               |                         |                            |
| 38 | 16        | "Family Ties"            | Christine Moore   | Ron McGee                     | 13 de março de 2023     | 5.15                       |
| Residentes da Marinha que moram em uma área vizinha descobrem que seus veículos foram assaltados durante a noite. Enquanto a equipe investiga uma pessoa improvável como suspeita, Whistler lida com um informante pouco cooperativo e Alex avalia suas opções para a faculdade. |           |                          |                   |                               |                         |                            |
| 39 | 17        | "Money Honey"            | Loren Yaconelli   | Megan Bacharach               | 20 de março de 2023     | 4.98                       |
| O Capitão da Marinha Joe Milius retorna ao Havaí para pedir ajuda ao NCIS na prisão de um alvo perigoso de alto valor com a ajuda de um informante incomum, enquanto Jane e Daniel lutam para lidar com o fato de que seu filho, Alex, foi aceito na Academia Naval. |           |                          |                   |                               |                         |                            |
| 40 | 18        | "Bread Crumbs"           | LeVar Burton      | Jan Nash                      | 10 de abril de 2023     | 5.02                       |
| Quando um helicóptero levando Jane e um suspeito que ela está interrogando cai, matando os dois pilotos, Jane luta para sobreviver em um ambiente hostil enquanto usa suas habilidades para salvar sua vida e a dos demais passageiros, enquanto a equipe procura desesperadamente por ela. |           |                          |                   |                               |                         |                            |
| 41 | 19        | "Cabin Fever"            | Kurt Jones        | Yakira Chambers               | 1 de maio de 2023       | 4.84                       |
| Quando um astronauta participante de uma simulação altamente sensível de Marte morre em circunstâncias misteriosas, Ernie é enviado ao programa para investigar e descobrir a verdade por trás do que aconteceu. |           |                          |                   |                               |                         |                            |
| 42 | 20        | "Nightwatch Two"         | Tim Andrew        | Amy Ruthberg                  | 8 de maio de 2023       | 4.84                       |
| Lucy recebe uma estranha ligação na qual um homem admite ter cometido um assassinato. |           |                          |                   |                               |                         |                            |
| 43 | 21        | "Past Due"               | Jimmy Withmore    | Christopher Silber & Yalun Tu | 15 de maio de 2023      | 4.95                       |
| Quando um ex-agente do MI6 é assassinado, Jane percebe que segredos de seu passado foram expostos e faz de tudo para rastrear o assassino. |           |                          |                   |                               |                         |                            |
| 44 | 22        | "Dies Irae"              | Tim Andrew        | Matt Bosack & Jan Nash        | 22 de maio de 2023      | 5.10                       |
| Quando uma figura que Jane encontrou durante seu tempo como oficial da CIA reaparece, ela e seus colegas procuram ajuda para prender um assassino que ameaça destruir tudo o que ela construiu, e recebem ajuda de Sam Hanna, do OSP de Los Angeles. |           |                          |                   |                               |                         |                            |